# Jorge Anckermann
Jorge Anckermann (22 de març de 1877 – 3 de febrer de 1941) va ser un pianista, compositor i director d'orquestra cubà. Nascut a l'Havana, es va iniciar en la música a vuit anys amb el seu pare. A deu anys va poder entrar en un trio. El 1892, va anar a Mèxic com a director musical de la companyia de Nachos Lopez, visitant diversos estats mexicans i fent una gira per Califòrnia.
Anckermann va viure a la Ciutat de Mèxic durant uns quants anys, ensenyant música. A Cuba va ser durant molts anys el director musical dels principals teatres. Va compondre i produir peces per a sarsueles, crítiques i comèdies. També va compondre boleros, i aparentment va ser el creador de la guajira. El gran teatre Alhambra va ser l'escenari dels seus grans èxits, com La isla de cotorras. Les peces famoses inclouen El arroyo que murmura; El quitrín; Flor de Yumurí; Un bolero en la noche.
El seu pare, Carlos Anckermann, i el seu germà, Fernando Anckermann, també van ser compositors i músics destacats.